# Коледимачине
Коледимачине (итал. Colledimacine) је насеље у Италији у округу Кјети, региону Абруцо.
Према процени из 2011. у насељу је живело 237 становника. Насеље се налази на надморској висини од 786 м.

## Становништво
Према резултатима пописа становништва 2011. у општини је живело 237 становника.
| 1931. | 1936. | 1951. | 1961. | 1971. | 1981. | 1991. | 2001. | 2011. |
| ----- | ----- | ----- | ----- | ----- | ----- | ----- | ----- | ----- |
| 1.327 | 1.363 | 1.203 | 831   | 547   | 456   | 370   | 286   | 237   |